# Calotropis procera
El mudar de la India o manzano de Sodoma o algodoncillo gigante (Calotropis procera) es un árbol de la familia de las asclepiadáceas, originario del norte de África. Ha sido introducido en América.

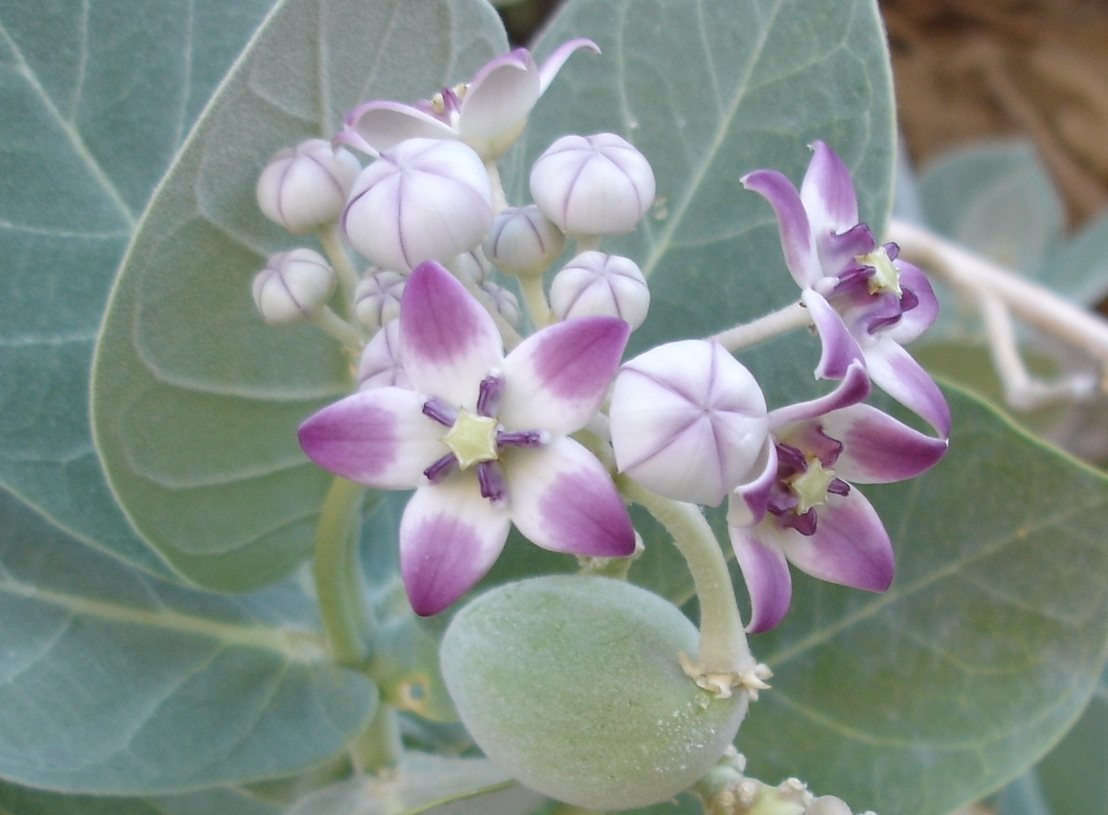
Inflorescencia.

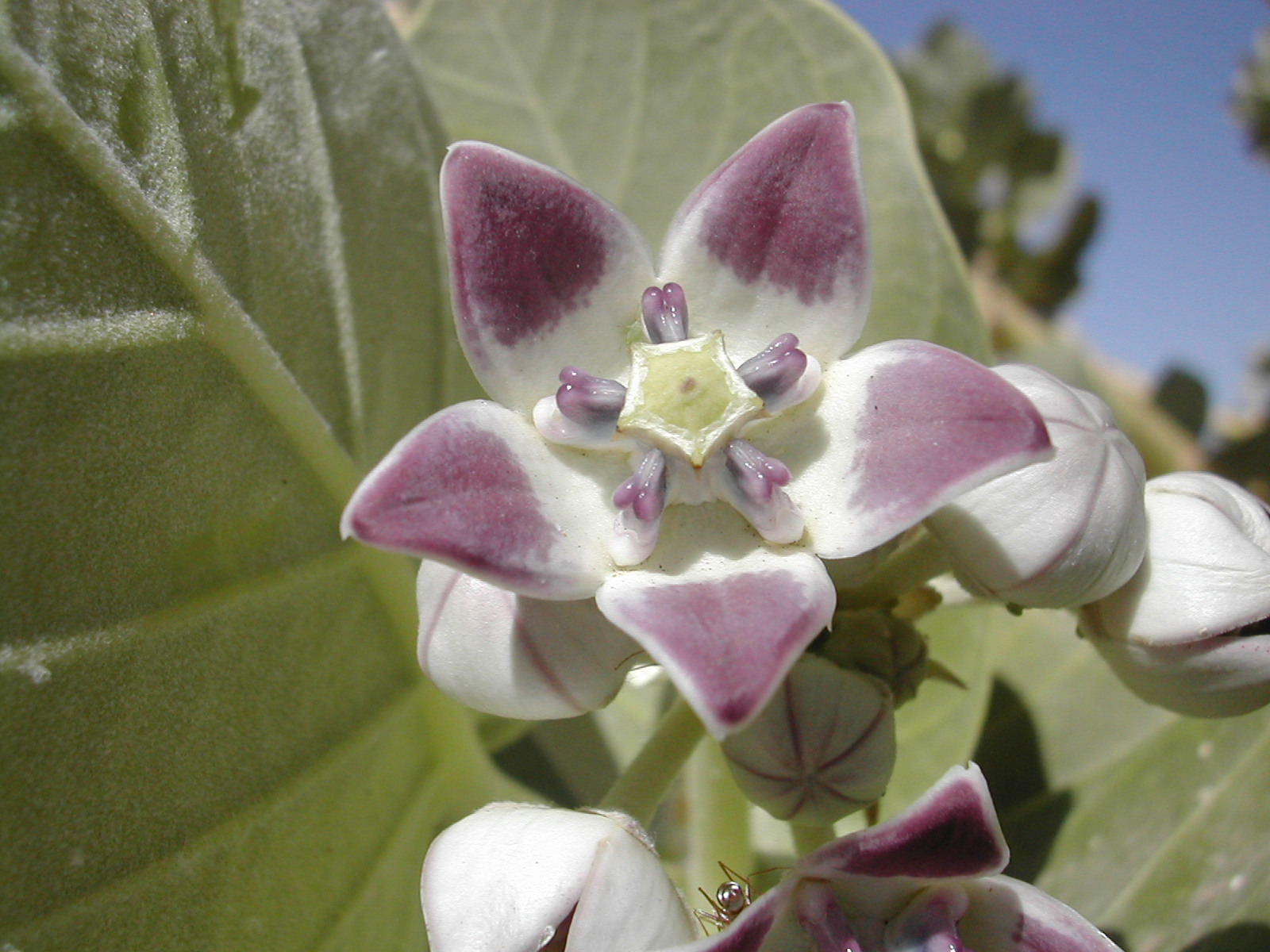
Flor.

## Descripción
Calotropis procera es un pequeño árbol perennifolio, hermafrodita de hasta 4-6 m de altura, con porte erguido. Copa más o menos redondeada. Tronco bien definido, recto a un poco tortuoso, con característica corteza suberosa agrietada que recuerda a la del alcornoque, pero de color blanco. Ramas extendido-erguidas, las viejas cubiertas con la corteza suberosa blanquecina, las más jóvenes verdosas, cubiertas de un denso tomento de pelos blancos. Hojas opuestas grandes oval-elípticas, con ápice más o menos redondeado o agudo, generalmente acuminado, y base más o menos anchamente redondeada, con el margen entero; planas, cubiertas de jóvenes por un tomento algodonoso, luego glabrescentes, de color verde intenso por el haz, con nerviación muy marcada, pubescente-puberulentas y verdoso-blanquecinas por el envés, sésiles, un poco amplexicaules, o con un peciolo muy corto. Inflorescencia en densas cimas axilares al final de las ramas. Flores de 2-3 cm de diámetro, con pedicelos pubescentes, blanquecinos, de unos 2 cm de largos. Cáliz dividido hasta la base con 5 pétalos oval-triangulares que se abren perpendicularmente, por fuera blanquecinos, por dentro con base y márgenes blanquecinos y parte media y superior púrpurea. Disco nectarífero pentagonal, blanquecino-amarillento, de sus lados nacen 5 estambres más o menos purpúreos. Fruto grande subglobuloso. Floración generalmente después de las lluvias. Fructificación 1 o 2 meses después de la floración, pudiendo verse ejemplares con flores y frutos casi maduros al mismo tiempo.

## Hábitat
Llanuras pedregosas o limoso-arenosas y más especialmente en depresiones de ríos, en ambiente desértico.

## Distribución
Saharo-sindica. En el norte de África este árbol es común, llegando a formar bosquetes claros aquí y allá en el Sahara occidental, central y meridional. En el Valle del Sous aparecen algunos pies dispersos por las partes más secas al sur del río.

## Como especie invasora
En Canarias, debido a su potencial colonizador y constituir una amenaza grave para las especies autóctonas, los hábitats o los ecosistemas, esta especie ha sido incluida en el Catálogo Español de Especies Exóticas Invasoras, regulado por el Real Decreto 630/2013, de 2 de agosto, estando prohibida en Canarias su introducción en el medio natural, posesión, transporte, tráfico y comercio.
Las hojas, flores y frutos de esta especie invasora en América pueden alimentar a las larvas de mariposas del género Danaus (Nymphalidae), encontradas por Lepidoptera en áreas naturales, áreas de cultivo, terrenos baldíos y pastos.

## Toxicidad
Su savia contiene látex y otros químicos que provocan quemaduras en la piel. Su savia es utilizada por bereberes y beduinos para eliminar verrugas debido a lo dicho anteriormente.

## Sinónimos
- Asclepias gigantea Jacq.
- Asclepias procera Aiton
- Calotropis busseana K.Schum.
- Calotropis hamiltonii Wight
- Calotropis heterophylla Wall.
- Calotropis inflexa Chiov.
- Calotropis persica Gand.
- Calotropis syriaca (S.G.Gmel.) Woodson
- Calotropis wallichii Wight
- Madorius procerus (Aiton) Kuntze[4]